# Йоганн Грегор Мемхардт

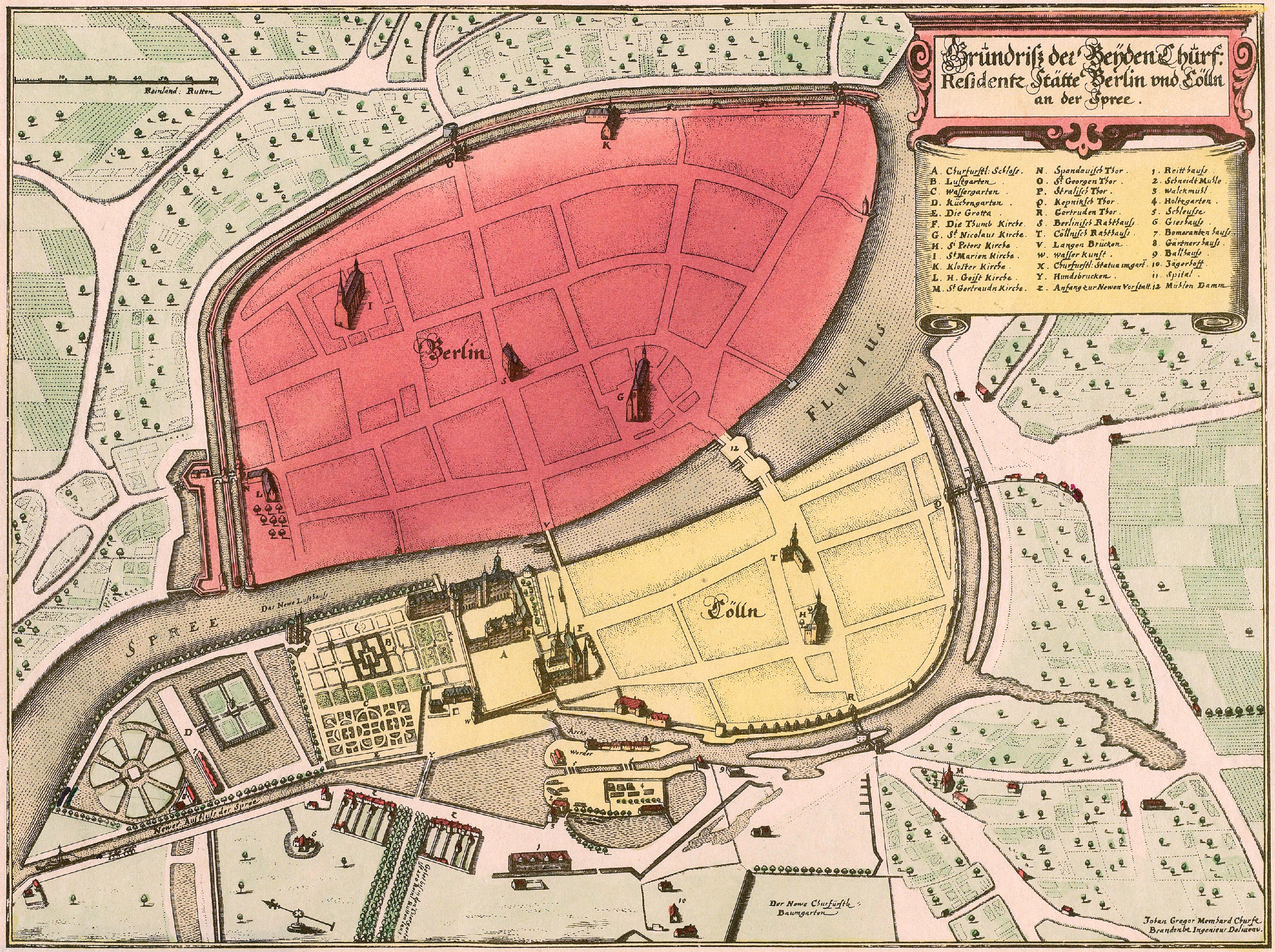
Карта Берліну у 1652 році роботи Йоганна Грегора Мемхардта

Йоганн Грегор Мемхардт (нім. Johann Gregor Memhardt також Memhard; 1607, Лінц, Австрія — 1678, Берлін, Німеччина) — німецький майстер-будівельник, архітектор та політик.

## Життєпис
1622 року Мемхардт переїхав в Нідерланди, де імовірно навчався будівництву фортець. У 1638 році Йоганн Грегор Мемхардт поступив на службу  інженером до курфюрста Георга Вільгельма. У 1641 році отримав звання придворного інженера. У 1650 році курфюрст Фрідріх-Вільгельм запросив Мемхардта в Берлін, де йому було доручено проектування придворних споруд. Під керівництвом Мемхардта був перебудований берлінський палац-резиденція (Міський палац), а для курфюрстіни Луїзи Генрієтти зведена каплиця. У Люстгартені Мемхардт побудував парковий палац. Починаючи з 1651 року по проекту Мемхардта почалося будівництво палацу Оранієнбург. Мемхардт також відомий своєю картою Берліна 1652 року.
Укріплення Берліна у 1658 року було розпочато Мемхардтом і закінчено Йоганном Арнольдом Нерінгом. У 1656 році на Мемхардта було покладено нагляд за всіма курфюршесними спорудами. Близько 1660 року в Потсдамі під керівництвом Мемхардта почалося будівництво нового Міського палацу. В 1653 Мемхардт побудував для себе перший будинок на Унтер-ден-Лінден в тоді ще місті Фрідріхсвердері, бургомістром якого він став у 1669 році. Цей будинок пізніше був перебудований під комендатуру, а в даний час на його місці знаходиться берлінське представництво видавництва Bertelsmann AG.
1664 року Мемхардт був призначений учителем курпринца, майбутнього короля Пруссії Фрідріха I. Мемхардт працював над багатьма палацами і заміськими будинками в Берліні, Потсдамі і Оранієнбурзі. Більшість будівель, побудованих за типовими проектами Мемхардта, не пережила Другу світову війну . Ім'я архітектора з початку 1920-х років носить одна з вулиць в берлінському районі Мітте.